# Хижі речі століття
«Хижі речі століття» — науково-фантастичний роман радянських письменників Аркадія і Бориса Стругацьких, написаний в 1964 році і опублікований в СРСР у 1965 році, а потім, після довгої перерви — в 1980 році.

## Сюжет
Оповідь ведеться від імені Івана Жиліна, колишнього космольотчика, нині — співробітника спецслужби Ради Безпеки. Комуністичний лад досі не став всепланетним; зберігаються національні та монархічні держави, в деяких з них відбуваються внутрішні збройні конфлікти і навіть не вирішена проблема голоду. Рада Безпеки прагне до заспокоєння таких держав.
Жилін прибуває в південне курортне місто маленької країни, зовні цілком безбідної, де благоденствує міщанське суспільство. Чотиригодинний робочий день, маса доступних розваг, розвинена сфера послуг сусідять з убогістю духовних запитів. Обивателі, через брак сильних відчуттів, розважаються, хто як може: члени «товариства рибарів» влаштовують смертельно небезпечні розваги в тунелях занедбаного метрополітену; «меценати» видобувають, не зупиняючись перед злочинами, твори мистецтва, щоб потім ритуально знищувати їх на своїх таємних зборах. Є й подоби громадських організацій: «сумці» (рос. грустецы) і «перші» (рос. перши), які організують безцільні демонстрації. Єдиний випадок активного громадського руху — торішній страйк перукарів, але мета його сміховинна: майстри домагалися продовження знімання улюбленого телесеріалу. Члени таємного товариства «інтелів» (рос. интели) — викладачі та студенти університету, — ненавидять бездумний і беззмістовний стиль життя обивателів, і вчиняють терористичні акти в намаганні розворушити суспільне болото, але безрезультатно: обивателі лише пасивно ненавидять «інтелів».
Завдання Жиліна — знайти підхід до людей, що виробляють новий наркотик, про який відомо лише те, що він існує, що походить з цієї країни і призводить до смерті. Місцевий резидент Римаєр радить Жиліну відвідати «рибарів». Скориставшись порадою, Жилін розуміє, що Римаєр просто намагався від нього позбавитися, але один з «рибарів» наводить Івана на слід: розповідає про засіб для любителів сильних відчуттів, який називається «слег», і називає розповсюджувача слегу — такого собі Бубу. Буба виявляється давнім знайомим Івана, Пеком Зенаєм, соратником по роботі в космосі і війні з фашистами; він перетворився на алкоголіка, який заїдає спирт цукром і не бажає згадувати про минуле. Буба дає Івану слег, який виявився невеликою радіодеталлю, й інструкції: слег потрібно вставити в радіоприймач замість стандартного гетеродина (розміри деталей точно збігаються), прийняти кілька протимоскітних таблеток, лягти в теплу ванну й увімкнути приймач. Випробувавши слег, Жилін переконується, що той викликає яскраві переживання, в яких виконуються всі несвідомі бажання людини, причому не залишає ніяких неприємних відчуттів. Але ілюзорне життя під дією слегу настільки яскраве і привабливе, що після нього реальність здається прісною і сірою.
Уважно вивчивши слег, Іван виявляє, що це — вакуумний тубусоїд — фабрична деталь, широко застосовувана в побутових приладах, її можна за копійки купити в будь-якому радіомагазині. Жилін розуміє, що його керівництво потрапило в пастку стандартного мислення: «Якщо є наркотик, повинна бути мафія, виробники і розповсюджувачі». Тут же все сталося спонтанно: хтось одного разу випадково вставив тубусоїд у приймач замість гетеродина, ліг у ванну і зазнав неймовірних відчуттів. Новина поширилася, почалися експерименти, склався шаблон споживання, що дає найбільш сильну реакцію. Пояснюється й атмосфера таємничості: мало хто погодиться розповісти про свої підсвідомі бажання, які сповнюються під дією слегу. Поринувши в ці переживання, людина втрачає контакт з реальністю і використовує слег, поки нервове виснаження не вб'є її. Жиліну вартує великих зусиль не піти тим самим шляхом, але він все-таки обирає реальність.
Слег поширюється стихійно, його неможливо ні заборонити, ні вилучити, ні знищити. Іван наполягає, що боротися проти слегу можна тільки зміною світогляду, боротьбою проти споживацтва. Керівництво сприймає точку зору Івана як «філософію», оскільки її прийняття не передбачає швидких і рішучих заходів з ліквідації загрози. Іван приймає рішення подати у відставку і залишитися тут, щоб знайти серед моря обивателів людей зі схожими поглядами і разом із ними боротися за «олюднення» місцевих жителів.

## Порушені проблеми
Повість починається епіграфом: «Є лише одна проблема, одна-єдина у світі — повернути людям духовний зміст, духовні турботи… (Антуан де Сент-Екзюпері)». Стругацькі повертаються до теми, яку вони неодноразово зачіпали у своїх творах («Стажери», «Понеділок починається в суботу»): проблему міщанства, низького рівня духовних потреб, які приводять людей до життя на рівні, не гідному людини. Яскраво продемонстрована хибність уявлення, що матеріальний достаток сам по собі вирішує всі проблеми і спричиняє загальне благоденство; матеріально багатий і ситий міщанин залишається міщанином, і його потреби, залишаючись суто матеріальними, стають лише все більш витонченими.
В описаних деталях життя «Країни дурнів» передбачені основні риси сучасного суспільства споживання. Серед описуваних явищ можна впізнати рейв («дрожка»), екстрім («рибарі»), радикалізм («інтелі»), пейнтбол («ляпник»), згадані ситкоми. «Слег» має схожість як з віртуальною реальністю, так і з психотропними наркотиками. На думку Бориса Стругацького, повість, написана в 1964 році, і сьогодні повною мірою зберігає свою актуальність: «Ми стоїмо на порозі Світу Достатку і повинні бути готові вирішити, як до цього світу ставитися».

## Історія створення і публікації
За початковою ідеєю, що з'явилася в середині 1963 року, планувалося написати абсолютно реалістичну повість під назвою «Щури». Дія, сучасна моменту написання, відбувалося в Латвійській РСР на острові Буллю у Ризькій затоці (це місце дії було вибрано тому, що один з авторів деякий час відпочивав на Буллю). Повість мала являти собою «щоденник письменника, який опинився по сусідству з новими наркоманами — електронного типу». Слово «слег» тоді ще не було вигадане, йшлося про якийсь новий «електронний наркотик» — прилад, що викликав надзвичайно переконливі, яскраві і привабливі за змістом галюцинації, після яких реальний світ здавався сірим і несправжнім; потрапивши в залежність, людина була готова на що завгодно, лише б повернутися з реальності в ілюзорний світ своїх фантазій. Але робота над цим сюжетом не пішла, і на початку 1964 року автори зійшлися на тому, що необхідно повністю переробити все, крім початкової ідеї, і перемістити дію з реального місця і часу, що відразу ж зніме багато обмежень, пов'язаних з реалістичністю обстановки. Тоді ж з'явилася і назва «Хижі речі століття», узята з вірша А. А. Вознесенського «Монолог бітника. Бунт машин» (1961). Робота над новим варіантом сюжету почалася в лютому 1964 року, після декількох днів обговорення. Місцем дії стало неназване курортне місто в маленькій, ситій, але вкрай проблемній у сенсі духовного рівня мешканців країні. Як назву нового наркотику автори придумали слово «слег»:
|                                                       | Слово «слег» було вибране з двадцяти чи тридцяти навмання вигаданих, як найбридкіше «на смак і на дотик». Оригінальний текст (рос.) Слово «слег» было выбрано из двадцати или тридцати наугад придуманных, как самое противное «на вкус и на ощупь». |
| — OFF-LINE интервью с Борисом Стругацким. Апрель 2000 | |

До кінця березня було написано чернетку, в листопаді 1964 року книгу було закінчено, а в лютому 1965 запропоновано в редакцію фантастики видавництва «Молода гвардія». За порадою Івана Єфремова, який писав передмову, автори доповнили назву підзаголовком «Книга перша. Авгієві стайні», щоб створити враження про плани написання в майбутньому «Книги другої», де комуністичне людство перемагає виниклу на його тілі ракову пухлину. На вимогу головного редактора, який угледів у книзі натяки на СРСР, авторам довелося написати вступну частину про Країну Дурнів, куди були вставлені всі необхідні ідеологічні пасажі. Також було прибрано початковий епіграф — вірш Вознесенського, який дав назву книзі. Після внесення змін книга була прийнята і запущена у виробництво, причому редактору вдалося прибрати ідеологізовану передмову і всі згадки про «Книгу першу», так що в результаті твір було майже не змінено.
Однак через декілька місяців питання про випуск книги було порушено знову. На неї звернула увагу цензура, причому, судячи з усього, увагу цензора викликали не якісь ідеологічні огріхи авторів, а особиста неприязнь до когось із працівників головної редакції. Почалися тривалі обговорення і суперечки, рішення питання було затягнуто до серпня 1965 року — до приїзду з відрядження за кордон Мелентьєва, тодішнього директора «Молодої гвардії».
Після обговорення ситуації за участі Мелентьєва з'ясувалося, що позиції директора (кандидата в члени ЦК КПРС!) серйозно розходяться з думкою цензора. Якщо цензор дорікав авторів у пропаганді «принесення революції на багнетах», то Мелентьєв прямо вимагав включити в книгу недвозначну вказівку на те, що ситуація була вирішена прямим активним втручанням прогресивних комуністичних сил. У підсумку ситуацію вдалося вирішити «відносно малою кров'ю»: з тексту було прибрано слово «пригнічення» в місці, де Жилін говорить про становище в Країні Дурнів, «столітній план відновлення» людського світогляду, пропонований Жиліним, став просто «планом відновлення», а до фінальної частини, де Жилін міркує про свої подальші плани, було зроблено вставки, що натякають на наявність як в самій Країні Дурнів, так і за її межами достатньої кількості людей, готових активно боротися з поточним станом справ. До вересня 1965 року книга пішла в друк. Цензурні правки не врятували її від критики партійних інстанцій — журнал «Комуніст» опублікував нищівну критичну статтю.
Повість отримала критичний відгук Олександра Яковлєва:
|  | По суті опублікування повісті "Хижі речі століття" є безпрецедентний випадок в історії радянської літератури, коли письменники, взявшись написати книгу про спосіб життя "капіталістичної" держави, не тільки не прагнуть до аналізу соціальних сторін, але начисто відмовляються від соціальних оцінок взагалі, причому роблять це, згідно з авторським задумом, свідомо навмисно. Оригінальний текст (рос.) В сущности опубликование повести "Хищные вещи века" есть беспрецедентный случай в истории советской литературы, когда писатели, взявшись написать книгу об образе жизни "капиталистического" государства, не только не стремятся к анализу социальных сторон, но начисто отказываются от социальных оценок вообще, причем делают это, согласно авторскому замыслу, сознательно преднамеренно. |

У вихідному, невиправленому, вигляді «Хижі речі століття» було видано тільки після розпаду Радянського Союзу.

## Ставлення авторів
У «Коментарях до пройденого» Борис Стругацький зазначив, що первісне ставлення авторів до світу «Хижих речей», яке було однозначно негативним, з часом змінилося.
|                                            | я … глянув на світ «хижих речей» очима неупередженої, незаангажованої людини, далекої від очевидних, але не так вже щоб загальноприйнятих, хоча й цілком гідних, постулатів типу «людина створена для творчості», «людина це звучить гордо», «правильно мислити — ось основний принцип моралі» і так далі, в тому ж дусі. І цими очима я побачив світ, що не позбавлений, зрозуміло, своїх недоліків, в чомусь — убогий, в чомусь — капосний, в чомусь — навіть нестерпно жахливий… Але який, при всьому при тому, містить у собі чимало світлих куточків і залишає, між іншим, широкий простір і для духовного життя теж. Адже людина в цьому світі — вільна. Хочеш — обжиратися і напивайся, хочеш — розважай себе нейростимуляторами, хочеш — віддавайся персональному мазохізму. Але з іншого боку: хочеш вчитися — вчись; хочеш читати — читай, все, що завгодно і скільки завгодно; хочеш самовдосконалюватися — будь ласка; хочеш, врешті-решт, чистити і покращувати свій світ, хочеш битися за гідність людини — заради бога! — це аж ніяк ніким не заборонено, дій, і дай тобі бог удачі! Ти вільний у цьому світі стати таким, яким зможеш і захочеш. Вибір за тобою. Дій. Оригінальний текст (рос.) я … глянул на мир «хищных вещей» глазами непредубежденного, неангажированного человека, далекого от очевидных, но не так уж чтобы общепринятых, хотя и вполне достойных, постулатов типа «человек создан для творчества», «человек это звучит гордо», «правильно мыслить — вот основной принцип морали» и так далее, в том же духе. И этими глазами я увидел мир, не лишённый, разумеется, своих недостатков, в чём-то — убогий, в чём-то — пакостный, в чём-то — даже непереносимо отвратный… Но при всем при том — содержащий в себе немало светлых уголков и оставляющий, между прочим, широчайший простор и для духовной жизни тоже. Ведь человек в этом мире — свободен. Хочешь — обжирайся и напивайся, хочешь — развлекай себя нейростимуляторами, хочешь — предавайся персональному мазохизму. Но с другой-то стороны: хочешь учиться — учись; хочешь читать — читай, всё, что угодно и сколько угодно; хочешь самосовершенствоваться — пожалуйста; хочешь, в конце концов, чистить и улучшать свой мир, хочешь драться за достоинство человека — ради бога! — это отнюдь никем не запрещено, действуй, и дай тебе бог удачи! Ты волен в этом мире стать таким, каким сможешь и захочешь. Выбор за тобой. Действуй. |
| — Б. Стругацький., Коментарі до пройденого | |

Якщо роман спочатку сприймався авторами як антиутопія, то згодом це ставлення також змінилося.
|                                            | Ми зрозуміли, що цей світ, звичайно, не добрий, чи не світлий і не прекрасний, але й не безнадійний разом з тим, — він здатний до розвитку. Він схожий на погано вихованого підлітка, з усіма його плюсами й мінусами. І вже у всякому разі, серед всіх придуманих світів він здається нам найбільш імовірним. Світ Полудня, найпевніше, недосяжний, світ «1984», слава богу, залишився вже, мабуть, позаду, а ось світ «хижих речей» — це, схоже, якраз те, що чекає нас «за поворотом, у глибині». І треба бути до цього готовим. Оригінальний текст (рос.) Мы поняли, что этот мир, конечно, не добр, не светел и не прекрасен, но и не безнадёжен в то же время, — он способен к развитию. Он похож на дурно воспитанного подростка, со всеми его плюсами и минусами. И уж во всяком случае, среди всех придуманных миров он кажется нам наиболее ВЕРОЯТНЫМ. Мир Полудня, скорее всего, недостижим, мир «1984», слава богу, остался уже, пожалуй, позади, а вот мир «хищных вещей» — это, похоже, как раз то, что ждёт нас «за поворотом, в глубине». И надо быть к этому готовым. |
| — Б. Стругацький., Коментарі до пройденого | |

## Зв'язки з творами інших авторів
- Повість має декілька посилань до Гемінґвея.
- У першому томі серії «Час учнів» опубліковано оповідання Сергія Лук'яненка «Ласкаві мрії півночі». У ньому наведена альтернативна кінцівка повісті, в якій Жилін, вперше спробувавши слег, не залишив свого ілюзорного світу. Таким чином, заключна частина оригінальної повісті Стругацьких виявляється наркотичним маренням.
- У третьому томі «Часу учнів» опублікована повість Олександра Щоголєва «Пік Жиліна», в якій Жилін через 10 років повертається в це саме місто, щоб розслідувати чутки про якийсь «суперслег». З'ясовується, що якщо звичайний слег занурював людину в ілюзорну реальність, то суперслег (випадково знайдений продукт надцивілізації Мандрівників, що існує в єдиному екземплярі) має зворотну дію: за певних умов він матеріалізує уявлення і бажання людини, що володіє ним. Отримавши суперслег у свої руки, Жилін буквально «вигадує» весь світ Полудня, який втілюється внаслідок цього в реальність.
- Повість Андрія Ізмайлова «Слегач» проводить паралелі між містом Хижих Речей і Росією 1990-х років, між якими розривається Жилін.